# Gouvernement Hansson IV
Gouvernement du royaume de Suède
Hansson III Erlander I
Le gouvernement Hansson IV est à la tête du royaume de Suède pendant un peu plus d'un an, de la mi-1945 à fin 1946.

## Histoire
Ce gouvernement entièrement social-démocrate succède au gouvernement d'union nationale qui a gouverné le pays durant la Seconde Guerre mondiale. Il prend fin avec la mort du chef du gouvernement Per Albin Hansson, le 6 octobre 1946.

## Composition
- Ministre d'État : Per Albin Hansson
- Ministre des Finances : Ernst Wigforss
- Ministre de la Justice : Herman Zetterberg
- Ministre des Affaires étrangères : Östen Undén
- Ministre de la Défense : Allan Vougt
- Ministre des Affaires sociales : Gustav Möller (adjoint : Eije Mossberg)
- Ministre des Communications : Torsten Nilsson
- Ministre des Affaires ecclésiastiques : Tage Erlander
- Ministre de l'Agriculture : Per Edvin Sköld (adjoint : Gunnar Sträng)
- Ministre du Commerce extérieur : Gunnar Myrdal
- Ministre de l'Économie nationale : Axel Gjöres
- Ministre sans portefeuille : Gunnar Danielson
- Ministre sans portefeuille : Nils Quensel (sans étiquette)
- Ministre du Carburant : John Ericsson i Kinna